# Irène Aebi
Pour les articles homonymes, voir Aebi.
Irène Aebi est une violoncelliste, violoniste et vocaliste suisse, née à Zurich le 27 juillet 1939.

## Biographie
Elle débute dès six ans en tant que pianiste et violoniste dans l'orchestre du conservatoire de Genève.
À la fin des années 1960, sa rencontre avec Steve Lacy, à Rome, lui ouvre la voie vers le jazz expérimental. Vingt ans plus tard, Steve Lacy évoque leur rencontre : « Je suis venu en Europe pour la première fois en 1965 et j’y suis resté deux ans. Ensuite, je suis allé à Rome en 1968-69. C’est là que j’ai rencontré ma femme, la chanteuse Irène Aebi qui est d’origine suisse. Depuis mon enfance, j’adore les chansons et c’est grâce à elle que j’ai pu commencer ce travail sur le texte et la voix que nous poursuivons encore ». 
Elle s'associe à lui, dans la vie et dans la musique, se formant au violoncelle en totale autodidacte. Ses interventions instrumentales improvisées estompent ou au contraire soulignent le discours du soliste selon le contexte. Elle introduit aussi des parties vocales (tour à tour récitées ou chantées),, d'auteurs divers : de Lao Tseu à Guillaume Apollinaire en passant par Osip Mandelstam (Anthem, 1989) et Taslima Nasreen, (The Cry, 1989).
Elle a enregistré aussi avec Evan Parker, Alan Silva, Mal Waldron et Takashi Kako.

## Documentaire
- Une flamme documentaire de 28 minutes d'Agnès Bert (Cabiria films) avril 1996. Avec Steve Lacy (saxophone), Irène Aebi (chant et instruments) et l'écrivain et féministe Taslima Nasreen (OCLC 880997892), (BNF 43727534)[7]

## Discographie
Avec Steve Lacy
- Troubles - Quintette Steve Lacy : Steve Lacy (saxophone), Irène Aebi (voix), Kent Carter, Oliver Johnson, Steve Potts (saxophone) (24-25 mai 1979, LP Black Saint) (OCLC 762643896)
- The Owl (1979)[2]
- Songs - Steve Lacy (saxophone soprano, voix) ; Steve Potts (saxophones soprano/alto) ; Bobby Few (piano) ; Irène Aebi (violon, voix) ; Jean-Jacques Avenel (contrebasse) ; Oliver Johnson (batterie) ; Brion Gysin (chant)  (28-29 janvier 1981, Hat Hut Records) (OCLC 421720609), (BNF 40175226)
- Tips - Steve Lacy (saxophone soprano) ; Steve Potts (saxophone alto) ; Irène Aebi (voix) ; aphorismes de Georges Braque. (Hat Hut Records 1981)
- Rimane poco (1985)[2]
- The Cry - Poèmes de Taslima Nasreen[9] ; Steve Lacy (saxophone soprano) ; Irène Aebi (voix) ; Tina Wrase (Saxophone soprano et sopranino, clarinette basse) ; Petia Kaufman (clavecin) ; Cathrin Pfeifer (accordéon) ; Jean-Jacques Avenel (contrebasse) ; Daniel "Topo" Gioia (percussions) (8 mars 1988, 2CD Soul-Note 121315-2) (OCLC 42404513)[6],[7]
- Anthem - Steve Lacy (saxophone soprano) ; Bobby Few (piano) ; Steve Potts (saxophone) ; Jean-Jacques Avenel (contrebasse) ; John Betsch (batterie) ; Irène Aebi, La Velle (voix) ; Sam Kelly (percussion) ; Glen Ferris (trombone) (27-28 juin 1989, Novus) (OCLC 21966067)
- Clangs - Steve Lacy (saxophone alto/soprano) ; Hans Kennel (trompette) ; Glenn Ferris (trombone) ; Bobby Few, Eric Watson (piano) ; Sonhando Estwick (vibraphone) ; Jean-Jacques Avenel (contrebasse) ; Sam Kelly, John Betsch (percussion) ; Irène Aebi, Nicholas Isherwood (voix) (4-6 mars 1992, Hat Hut Records) (OCLC 31770648)
- Packet  - Irène Aebi (voix) ; Steve Lacy (saxophone) ; Frederic Rzewski (piano) (16-17 mars 1995, New Albion Records) (OCLC 776939668)
- Monk's dream - Steve Lacy (saxophone soprano) ; Roswell Rudd (trombone) ; Jean-Jacques Avenel (contrebasse) ; John Betsch (batterie) ; Irène Aebi (voix) (21-22 juin 1999, Verve Records) (OCLC 44049947)

Avec Christoph Gallio
- Cars & variations High desert songs - Christoph Gallio (saxophone soprano/alto) ; Aebi, Irène (voix et violon) ; Chie Mukai Kokyu (voix) ; Alfred Zimmerlin (violoncelle) ; Stepham Wittwer (guitare électrique) ; Fredi Lüscher (piano) ; Lindsay L. Cooper (guitare basse) (décembre 1990/février 1991, Percaso music) (OCLC 52912657)